# Sonate K. 89
Pour les articles homonymes, voir K89.
La sonate K. 89 (F.50/L.211) en ré mineur est une œuvre pour violon et clavier du compositeur italien Domenico Scarlatti.

## Présentation
La sonate K. 89, en ré mineur, notée successivement Allegro – Grave – Allegro, est une œuvre destinée à une exécution (sans doute) au violon avec accompagnement d'un continuo, le clavecin réalisant l'harmonie et éventuellement un violoncelle renforçant la ligne de basse. Contrairement à l'essentiel du corpus en effet, la forme en mouvements est typique des sonates pour un instrument et continuo, cependant que l'« écriture n'est ni proprement celle du clavecin seul ni celle d'un instrument accompagné ». Les autres sonates en trio du volume XIV de 1742 de Venise, comprennent en général quatre mouvements, mais ici, il n'y en a que trois. Le chiffrage est sommaire.
Les autres sonates en trio sont K. 81, 88, 90 et 91 ; auxquelles il faut ajouter les K. 73, 77 et 78, puisque certaines sont chiffrées et que le style en est proche.

## Manuscrit
Le manuscrit est le numéro 54 du volume XIV (Ms. 9770) de Venise (1742), copié pour Maria Barbara.

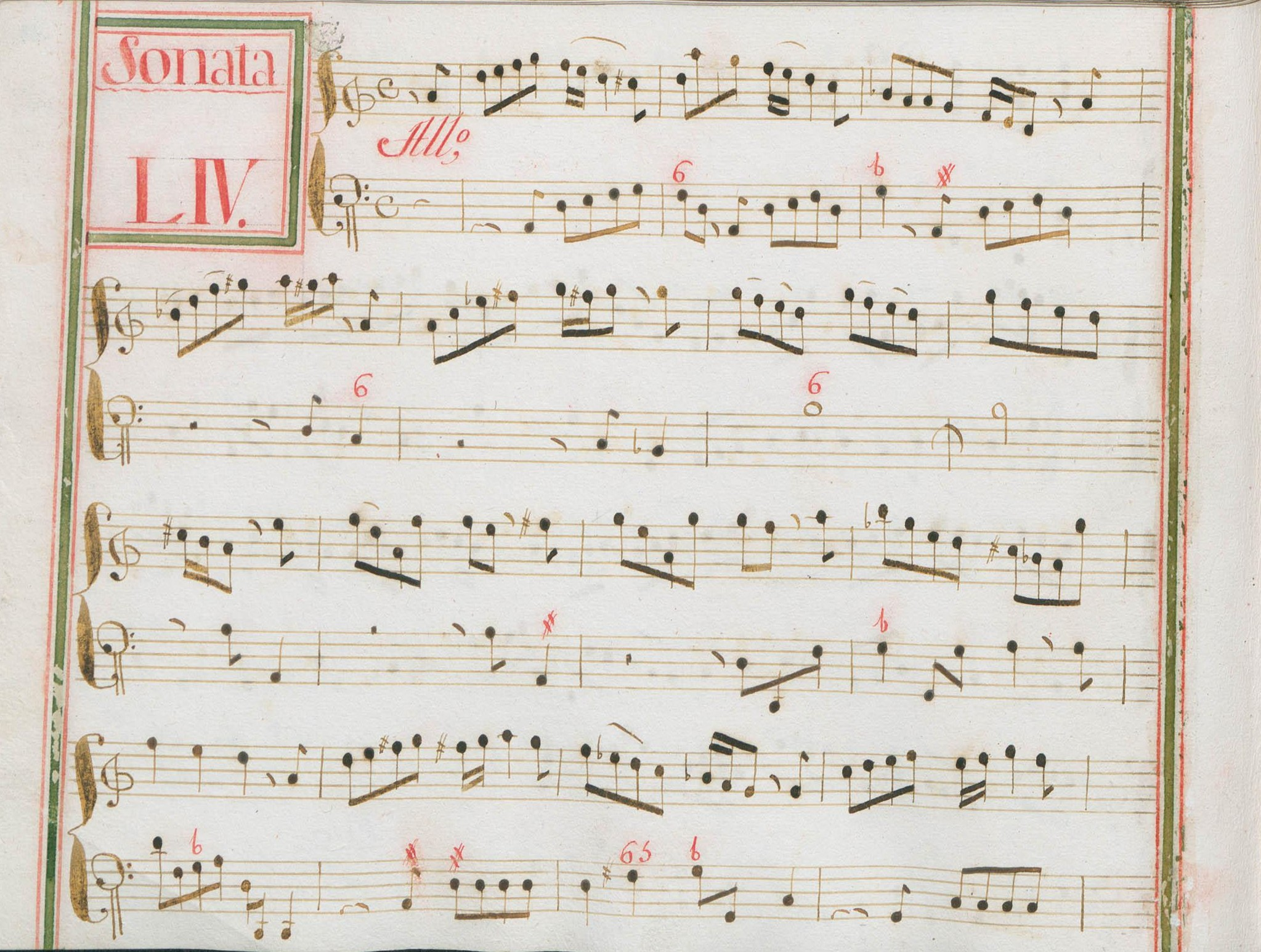
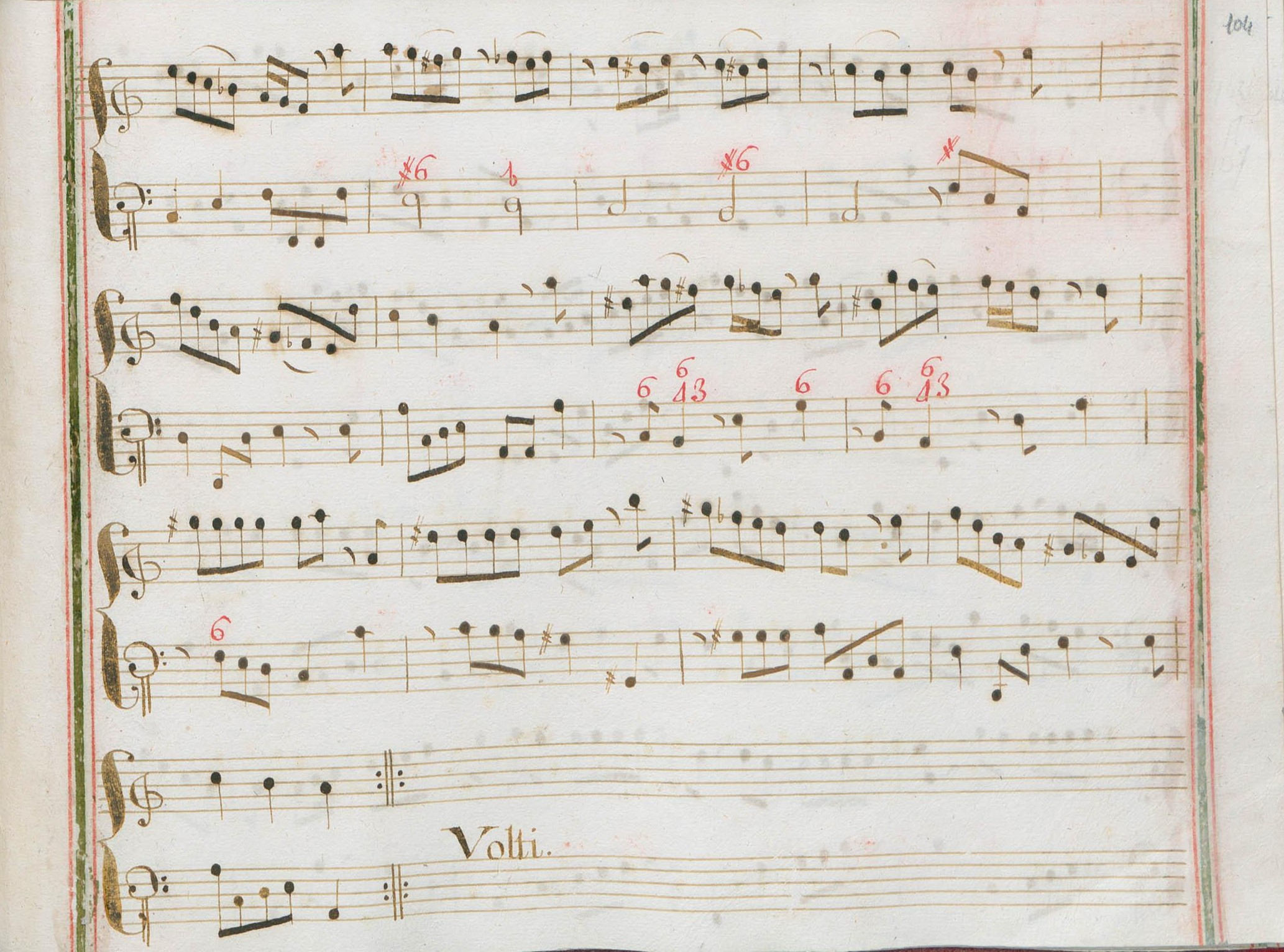
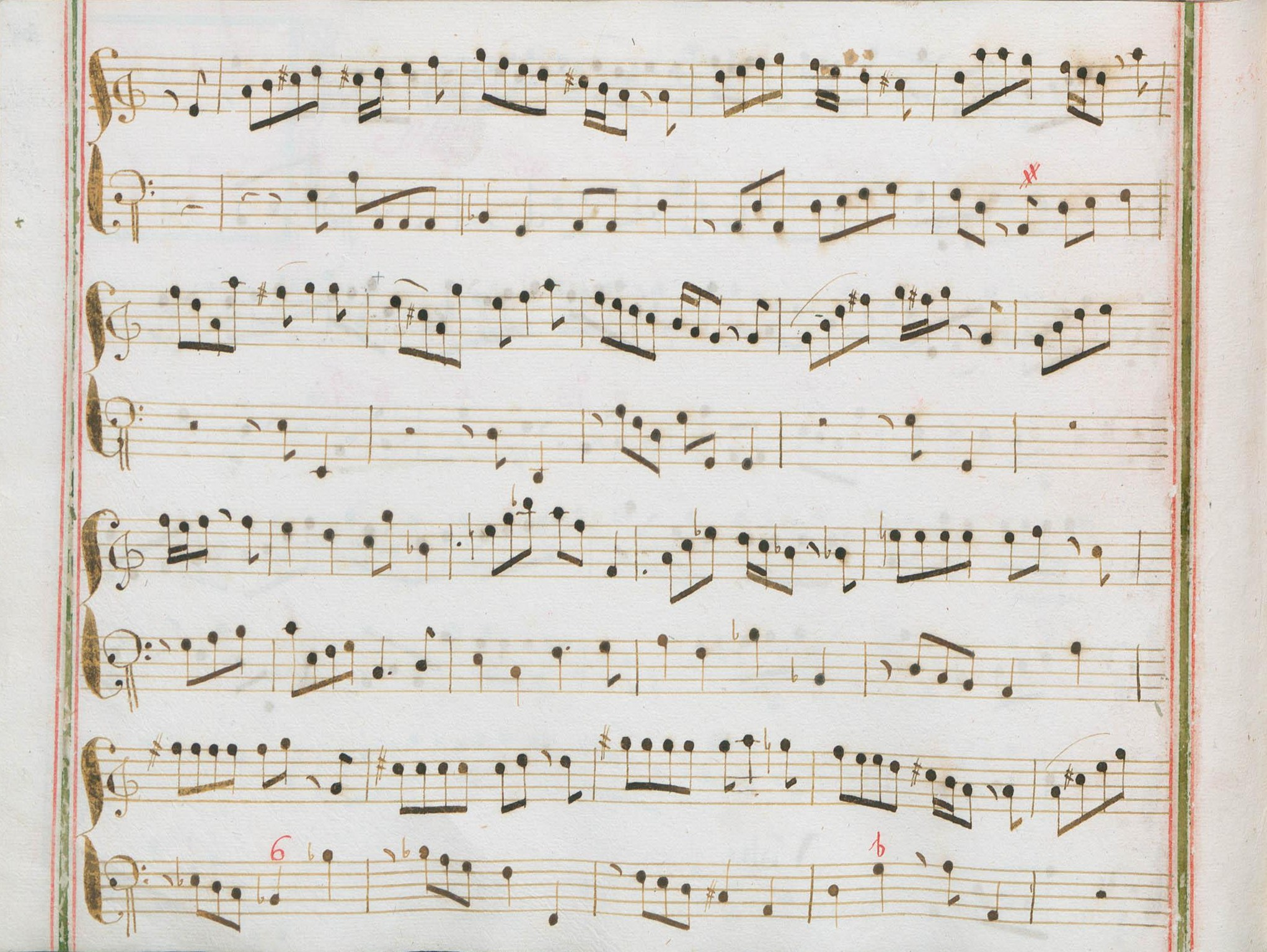
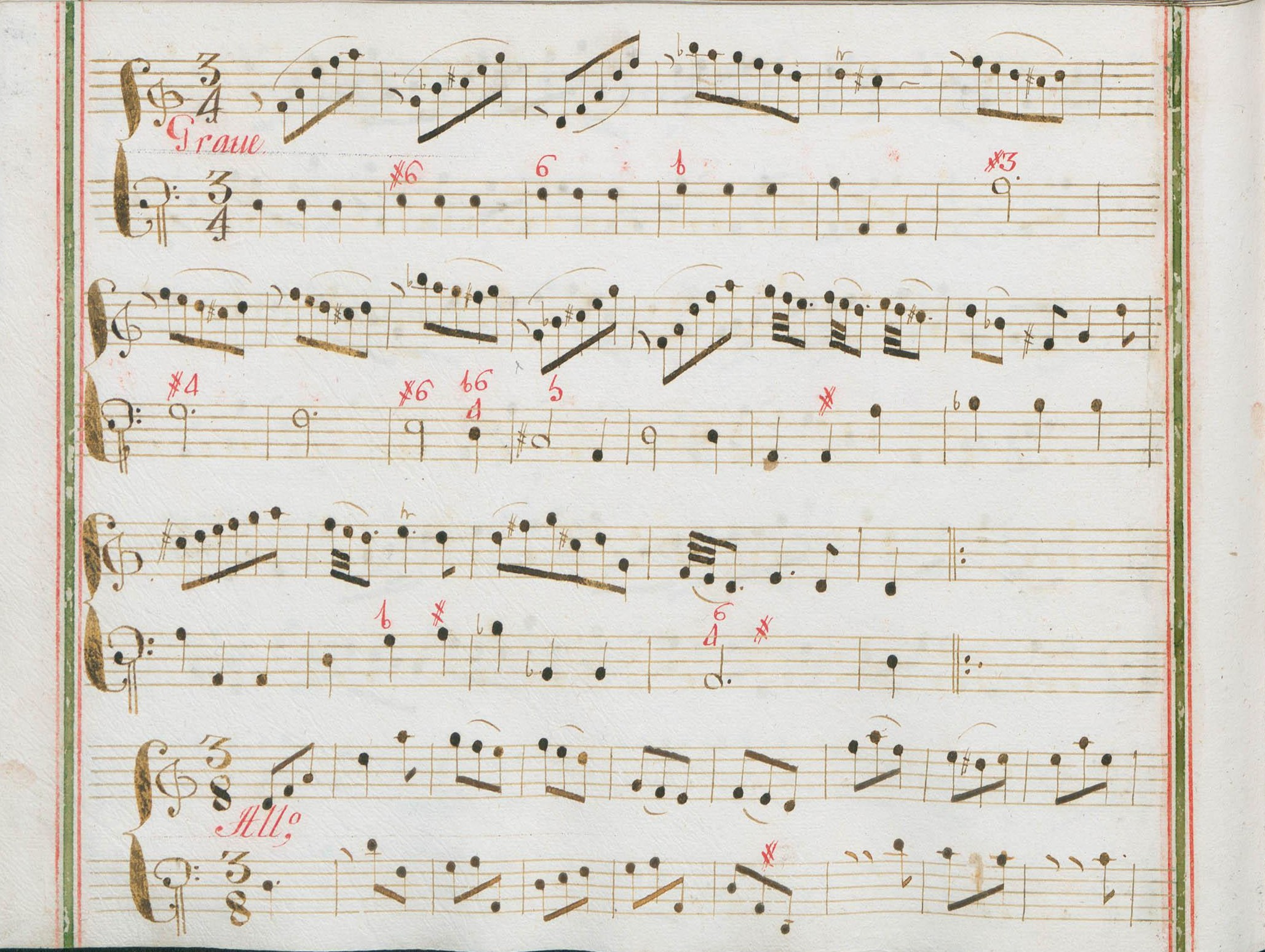

## Arrangement

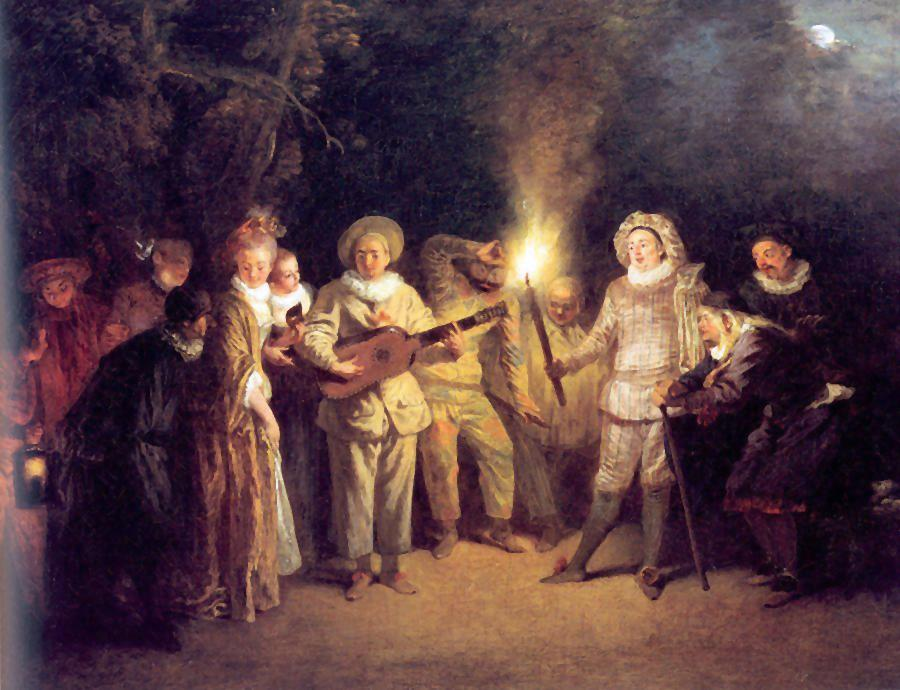
Antoine Watteau, L’Amour au théâtre italien (1721).

Charles Avison utilise la sonate dans ses 12 Concertos grossi d'après les sonates de Domenico Scarlatti publiés à Londres, en 1744. Le Grave ouvre le Concerto III et l'Allegro final dans le Concerto VI.

## Interprètes
Les sonates de chambre, parmi lesquelles la K. 89, ont été enregistrées, notamment par :
- Julian Olevsky, violon ; Fernando Valenti, clavecin (1955, LP Westminster XWN 18113 / Forgotten Records) — dans l'arrangement de Lionel Salter[6].
- Scott Ross : ensemble de chambre avec cordes et basson (1985, Erato)[7]
- Richard Lester : flûte douce et clavecin (2004, Nimbus, vol. 5)
- Pieter-Jan Belder : violon, clavecin, violoncelle (Brilliant Classics, vol. 2)
- Duo Capriccioso : mandoline et guitare (2008, Thorofon)
- L'Arte dell'Arco, dir. Frederico Guglielmo (CPO)
- Dorina Fratti, mandoline et Daniele Roi, clavecin (Dynamic)
- Capella Tiberina : violon et continuo (2013, Brilliant Classics)
- Ensemble Arte Mandoline (Brilliant Classics)
- Valerio Losito, viole d'amour et Andrea Coen, clavecin (Brilliant Classics)
- Los Temperamentos. Arrangement Néstor Fabián Cortés Garzón, violoncelle baroque ; Nadine Remmert, clavecin. Dans El Galeón 1600 (2015, Arcantus ARC15002)
- Ensemble La Tempestad, dir. et arrangements de Silvia Márquez Chulilla (2018, IBS)

## Sources
: document utilisé comme source pour la rédaction de cet article.
- Ralph Kirkpatrick (trad. de l'anglais par Dennis Collins), Domenico Scarlatti, Paris, Lattès, coll. « Musique et Musiciens », 1982 (1re éd. 1953 (en)), 493 p. (ISBN 978-2-7096-0118-4, OCLC 954954205, BNF 34689181).
- Alain de Chambure, « Domenico Scarlatti : Intégrale des sonates — Scott Ross », Erato (2564-62092-2), 1985 (OCLC 891183737) .
- (es) Celestino Yáñez Navarro (thèse), Nuevas aportaciones para el estudio de las sonatas de Domenico Scarlatti. Los manuscritos del Archivo de Música de las Catedrales de Zaragoza, Universitat Autònoma de Barcelona, 2016 (lire en ligne)